# Ronde ooievaarsbek
De ronde ooievaarsbek (Geranium rotundifolium) is een plant die behoort tot de ooievaarsbekfamilie (Geraniaceae). De soort staat op de Nederlandse Rode lijst van planten als een soort die in Nederland zeldzaam en stabiel of toegenomen is. De plant komt van nature voor van West-Europa en het Middellandse Zeegebied tot in de Himalaya en Siberië.  Het aantal chromosomen 2n = 26.
De plant wordt 10-40 cm hoog en heeft een penwortel. De stengel, bladsteel en bloemsteel zijn bezet met lange en korte haren. Het bovenste deel van de stengel is rood en bezet met 0,25-0,4 mm lange klierharen, die ongeveer half zo lang zijn als de andere haren. De zeven- tot negentallige bladeren zijn voor een kwart tot op twee vijfde ingesneden en in omtrek rond. De bladslippen hebben drie toppen. De paarse, driehoekige, toegespitste steunblaadjes zijn 1,5-3,5 cm lang.
De plant bloeit vanaf april tot in september. De deelbloeiwijze is tweebloemig. De roze bloemen zijn tweeslachtig. De behaarde kelkbladeren zijn 3,5-6 mm lang en omsluiten de vrucht niet. De 5-7 mm grote, ongedeelde kroonbladeren zijn langwerpig-eirond. De plaat van de kroonbladen is veel langer dan de kale nagel. De bloem heeft vijf nectarklieren. De witte helmdraden zijn 2,5 mm lang en de gele helmhokjes zijn 0,5 mm lang. De stempels zijn roodachtig.
De vrucht is een aangedrukt witbehaarde kluisvrucht en is inclusief de naald en snavel 1,6-1,8 mm lang.

Ronde ooievaarsbek
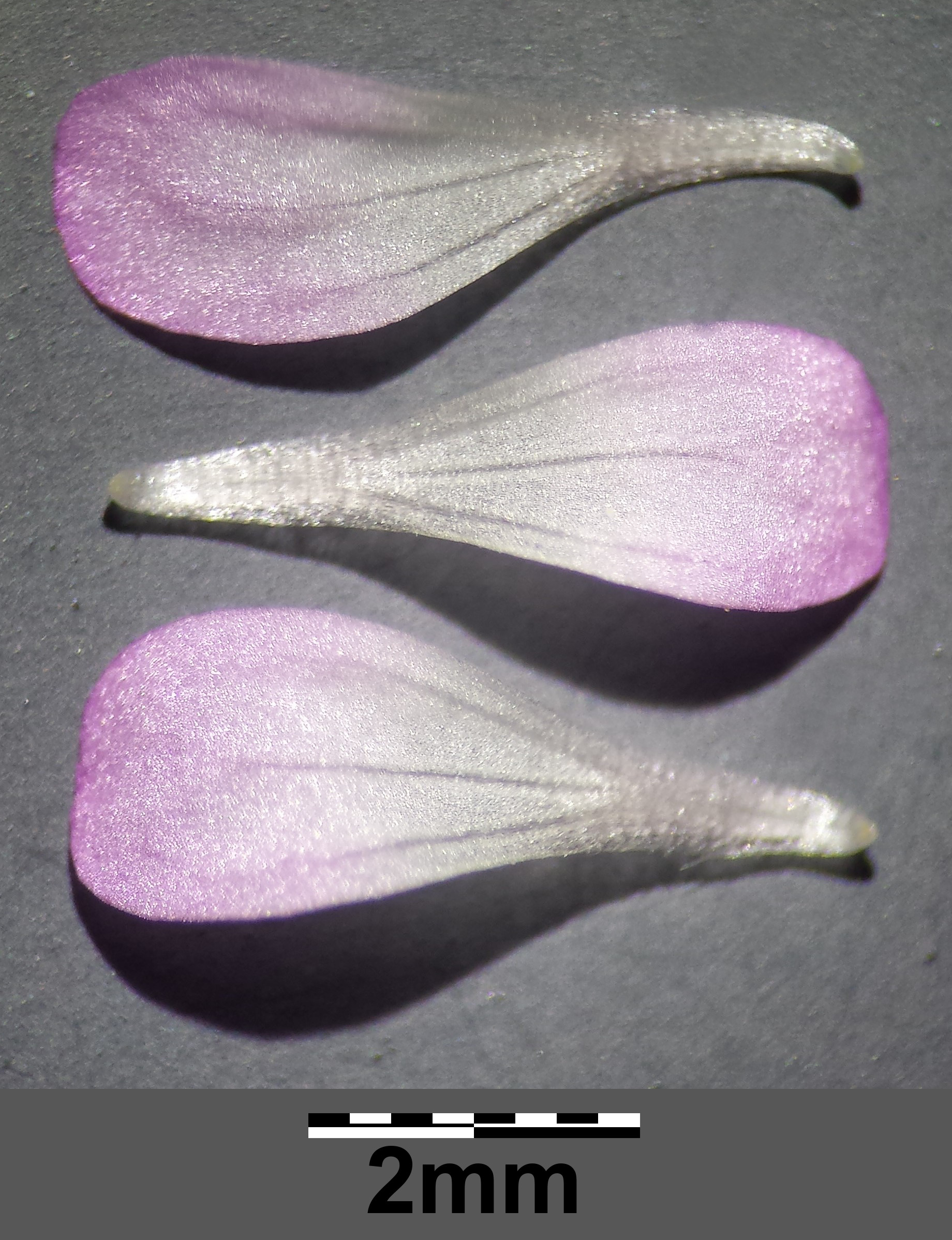
Kroonbladeren
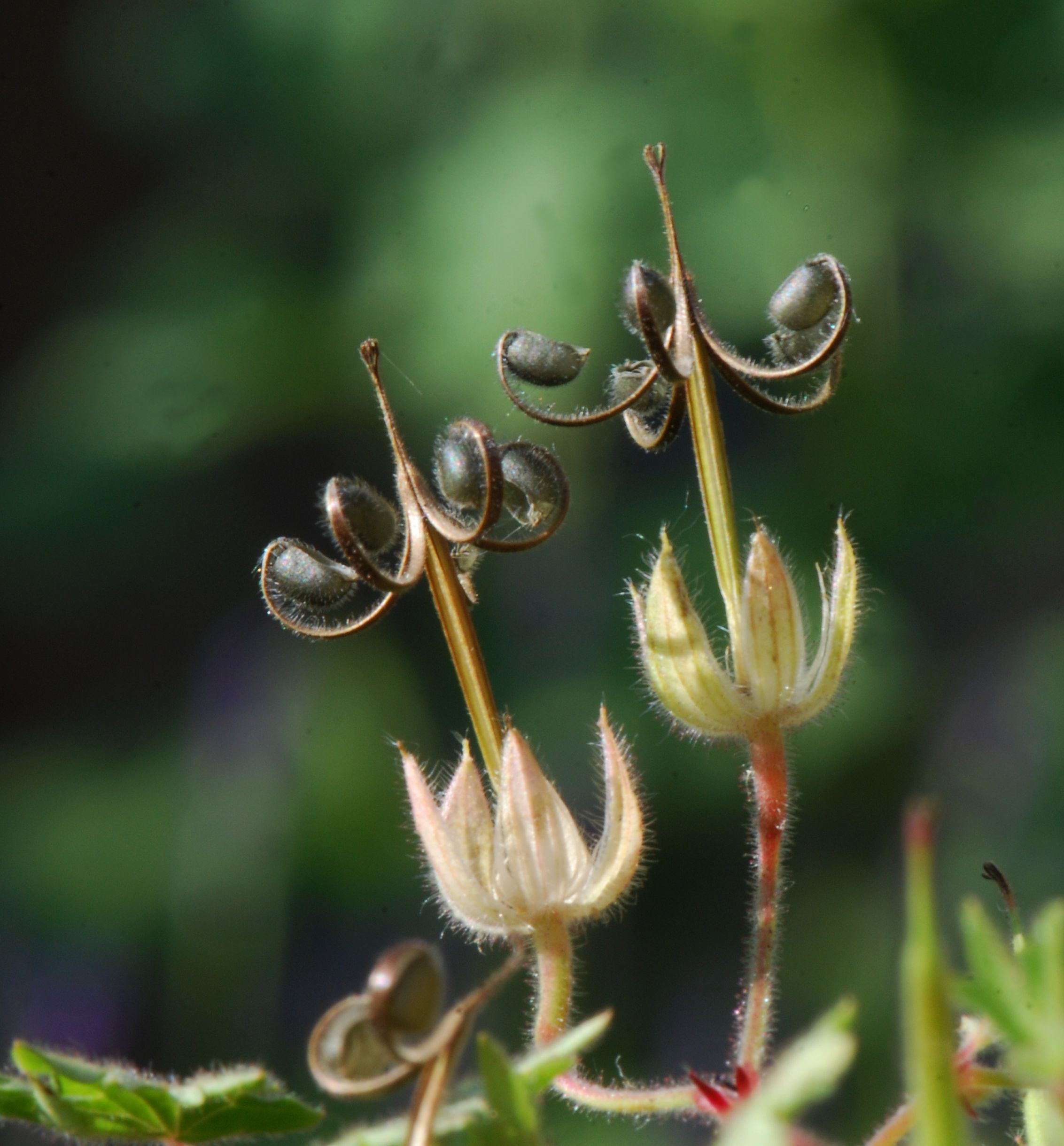
Zaden

## Voorkomen
Ronde ooievaarsbek komt voor op open, zonnige en warme, stikstofrijke, droge en zwak basische, matig voedselarme tot voedselrijke, kalkrijke en vaak steenachtige zand en mergelbodems.